# 淳化県
淳化県（じゅんか-けん）は中華人民共和国陝西省咸陽市に位置する県。

## 行政区画
- 街道:城関街道
- 鎮:官荘鎮、方里鎮、潤鎮、車塢鎮、鉄王鎮、石橋鎮、十里塬鎮